# Lázaro Bruzón
Lázaro Bruzón Batista (Holguín, 2 maggio 1982) è uno scacchista cubano, giocatore per la Federazione statunitense.

## Carriera
Divenne Grande maestro nel 2000 a 18 anni in seguito alla vittoria nel campionato del mondo juniores di Erevan.
In ottobre del 2005 ha raggiunto il 26º posto al mondo nella lista Elo, con 2677 punti. Nella lista di ottobre 2012 ha raggiunto il suo punteggio più alto: 2717 punti Elo.
Con la nazionale cubana ha partecipato a cinque olimpiadi degli scacchi dal 2000 al 2008 (due volte in 1ª scacchiera), realizzando complessivamente +23 =21 –13 (58,8 %). Alle olimpiadi di Calvià 2004 realizzò 8,5/11 in seconda scacchiera, con una prestazione Elo di 2770 punti.
Ha vinto il campionato cubano nel 2004, 2005, 2007 e 2009.
Nel 2005 ha ottenuto il suo più grande successo, vincendo a Buenos Aires il campionato continentale americano davanti a un folto gruppo di grandi maestri, tra i quali Gata Kamsky, Alexander Onischuk, Julio Granda Zúñiga e Jesús Nogueiras.
Dal luglio 2020 rappresenta la Federazione statunitense.

## Altri risultati
- 2001 : 1º al Lausanne Young Masters di Losanna, davanti tra gli altri a Étienne Bacrot, Ruslan Ponomariov e Pentala Harikrishna;  1º al Memorial Capablanca di L'Avana;  = 1º alla North Sea Cup di Esbjerg con Leinier Domínguez
- 2004 : 1º al torneo-B di Wijk aan Zee
- 2005 : 1º al Memorial Carlos Torre di Mérida (Messico)
- 2008 : 1º allo Zelanda Open di Vlissingen, con 7,5/9